# Vähä-Lamujärvi
Vähä-Lamujärvi är en sjö i kommunerna Siikalatva och Pyhäntä i landskapet Norra Österbotten i Finland. Sjön ligger 120,8 meter över havet. Arean är 3,45 kvadratkilometer och strandlinjen är 11,73 kilometer lång. Sjön  ingår i Siikajokis huvudavrinningsområde.   Den ligger omkring 110 kilometer söder om Uleåborg och omkring 440 kilometer norr om Helsingfors. Sjön är omgiven av kommunen Siikalatva, men huvuddelen ligger i en exklav av Pyhäntä.
I sjön finns bland annat ön Kitinsaari. 